# Weißohr-Moorantilope
Die Weißohr-Moorantilope (Kobus leucotis), auch Weißohr-Kob genannt, ist eine Art aus der Gattung der Wasserböcke (Kobus). Die Tiere sind im Südsudan und Äthiopien verbreitet und bewohnen offene Landschaften in relativer Wassernähe. Es handelt sich um einen mittelgroßen Vertreter der Antilopen. Charakteristisch ist die geschlechtsspezifische Fellfärbung, die bei männlichen Tieren dunkel, bei weiblichen dagegen heller erscheint. Im Gesicht sind einzelne helle Flecken ausgebildet, so unter anderem an den Ohren. Die hauptsächliche Nahrung der Weißohr-Moorantilope besteht aus Gräsern. Eine Besonderheit stellt das Wanderungsverhalten dar, das in großen Herdenverbänden erfolgt und zwischen der Regen- und Trockenzeit stattfindet. In Umfang und Größe ist es vergleichbar mit dem der Gnus der Serengeti. Der Nachwuchs wird während der Wanderung geboren. In der Regel bringt ein Muttertier ein Junges zur Welt. Die Art wurde Mitte des 19. Jahrhunderts wissenschaftlich eingeführt. Der Bestand gilt momentan als nicht gefährdet.

## Merkmale
Die Weißohr-Moorantilope erreicht eine Kopf-Rumpf-Länge von 160 bis 180 cm, hinzu kommt ein 10 bis 15 cm langer Schwanz. Die Schulterhöhe beträgt 82 bis 100 cm. Männchen wiegen rund 55 kg und sind damit deutlich schwerer als Weibchen, deren Körpergewicht durchschnittlich 40 kg beträgt. Insgesamt ist die Weißohr-Moorantilope leichter als die benachbarte Uganda-Grasantilope (Kobus thomasi). Ein auffallendes Merkmal bei der Art stellt der Geschlechtsdimorphismus in der Körperfärbung dar. Weibchen haben einen gold- bis rötlichbraunen Rücken und eine weißliche Unterseite. Dunkle Markierungen treten an den Vorderseiten der Beine auf. Im Gesicht sind hellere Flecken um die Augen und an den Ohren verteilt. Prinzipiell ähneln die Weibchen dadurch den Jungtieren. Männchen werden dagegen durch einen schwarzen Rücken charakterisiert, der manchmal dunkelbraun übertönt ist. Der dunkle Rücken steht im Kontrast zur hellen Unterseite. Der Übergang wird an den unteren Körperseiten durch eine scharfe Linie hervorgehoben. Die Außenseiten der Beine sind ebenfalls dunkel, während die Innenseiten hell erscheinen. Durchbrochen wird diese Farbgebung durch ein schmales helles Band oberhalb der Hufe. Weitere helle Flecken sind an den Lippen, dem Kinn und der Kehle ausgebildet, zusätzlich umringt die Augen eine weißliche Markierung. Namengebend für die Weißohr-Moorantilope sind die gleichfalls weißlich gefärbten Ohren. Die Ausbildung der charakteristischen Fellfärbung beginnt bei den Männchen mit rund drei Jahren. Männchen können des Weiteren an den leierförmigen Hörnern identifiziert werden, die denen der Impalas ähneln. Die Hörner steigen zuerst nahezu senkrecht an der Stirn auf, biegen dann nach hinten, bevor sie wieder eine Schwingung nach oben vollziehen. Die Länge der Hörner beträgt etwa 55 cm. Weibchen tragen dagegen keine Hörner.

## Verbreitung

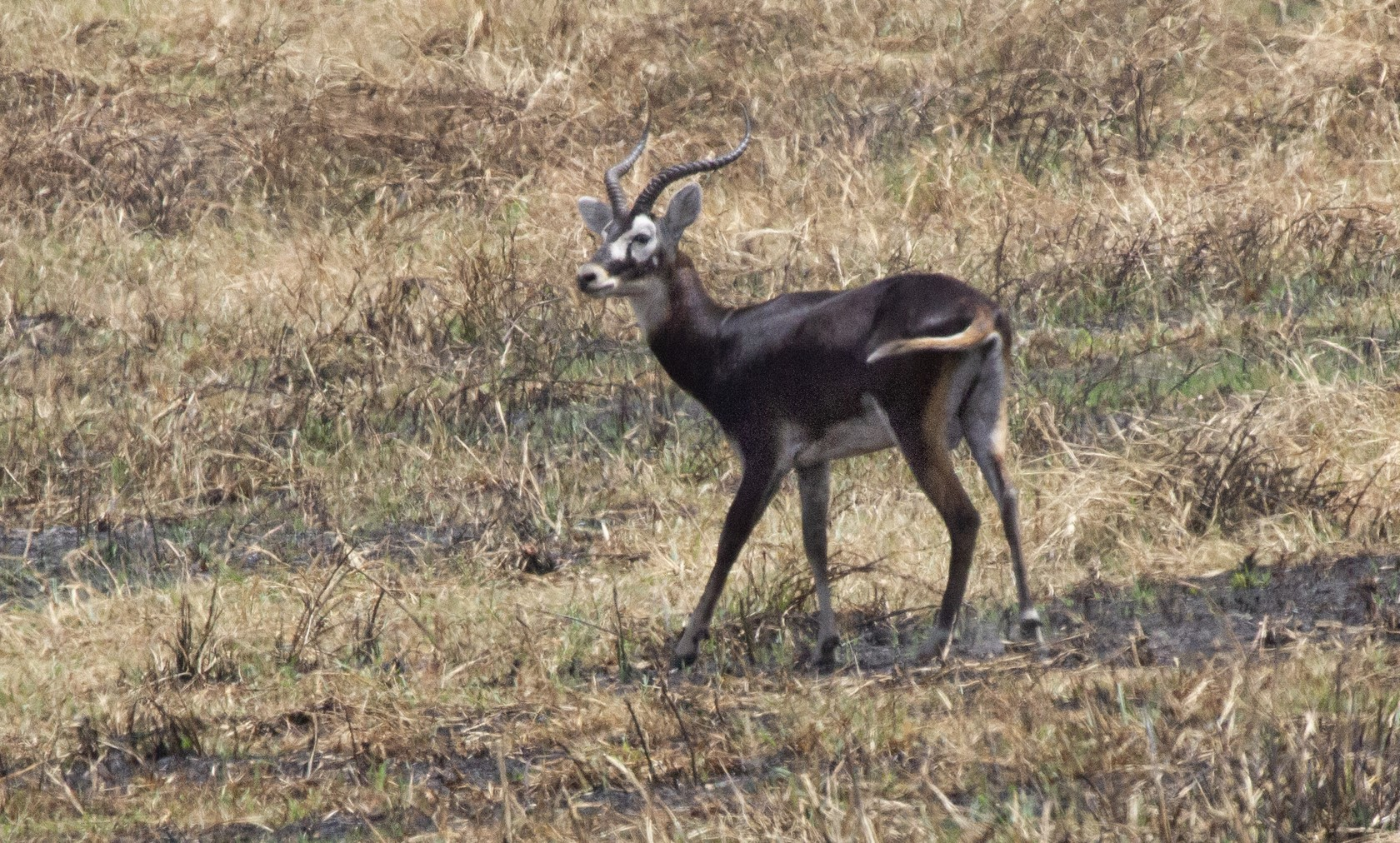
Weißohr-Moorantilope

Das Verbreitungsgebiet der Weißohr-Moorantilope umfasst den Südsudan und das östliche Äthiopien, von großer Bedeutung sind hier die Ebenen des Weißen Nil. Gelegentlich treten Tiere auch im nördlichen Uganda auf. Die Grenze zum Vorkommen der Uganda-Grasantilope ist kaum untersucht. Im Vergleich mit nahe verwandten Formen wie der Uganda-Grasantilope und der Senegal-Grasantilope (Kobus kob) ist das Verbreitungsgebiet der Weißohr-Moorantilope stark eingeschränkt. Der Lebensraum besteht aus feuchteren Savannen durchsetzt mit offenen und einzeln verteilten Waldinseln. Dabei lebt die Weißohr-Moorantilope nicht so dicht an permanenten Sumpfgebieten wie die sympatrisch auftretende Weißnacken-Moorantilope (Kobus megaceros), entfernt sich aber auch nicht mehr als 10 km von Wasserstellen. Typische Habitate der Trockenzeit bestehen aus überfluteten Wiesen bestanden mit Hühnerhirsen. In der Regenzeit sind die Tiere in Kahngras-Savannen zu finden. Eingestreute Waldbereiche bestehen vor allem aus Akazien und Langfäden sowie aus Vertretern der Gattungen Balanites und Ziziphus. Die Populationsdichte beträgt durchschnittlich 5 bis 20 Individuen je Quadratkilometer über das Jahr gerechnet. In der Trockenzeit kann sie nach Freilandstudien im Boma-Nationalpark an Wasserstellen auf über 1000 Tieren auf einer vergleichbar großen Fläche ansteigen.

## Lebensweise

### Territorialverhalten
Die Weißohr-Moorantilope unternimmt jährliche Wanderungen, die in Relation zu anderen Arten der Wasserböcke sehr umfangreich sind. In der Trockenzeit beginnend Anfang Januar, wenn die Vegetation allmählich zurückgeht und verfügbares Wasser knapp wird, sammeln sich die Tiere entlang von Flusssystemen im Norden des Verbreitungsgebietes etwa im Boma-Nationalpark im Südsudan und Gambela-Nationalpark in Äthiopien. Dabei bilden sie teils große Herden von bis zu 700.000 Individuen beiderlei Geschlechts und jeden Alters. Das Einsetzen der Regenfälle im Mai löst dann die Wanderungen aus. Sie führen südwärts in die trockeneren Waldsavannen in den Ebenen des Weißen Nil. Es wird angenommen, dass die Wanderungen nicht auf knappe Nahrungsressourcen zurückzuführen sind. Vielmehr gehen die Tiere dadurch den stärkeren Überflutungen der Grasländer aus dem Weg. Die Rückwanderung nach Norden startet im Oktober. Zu diesem Zeitpunkt wird auch der Nachwuchs geboren. Möglicherweise entgehen die Jungen durch die Herdenbewegung auch einer stärkeren Bejagung durch Beutegreifer. Die zurückgelegten Distanzen zwischen den Trocken- und Regenzeiten belaufen sich auf jeweils 150 bis 200 km. Die Wanderungen der Weißohr-Moorantilope gehören damit zu den umfangreichsten in Afrika und stehen denen des Serengeti-Weißbartgnus (Connochaetes mearnsi) in der Serengeti kaum nach.
Allgemein ist die Weißohr-Moorantilope sowohl tags als auch nachts aktiv. Zur größten Tageshitze ruht sie aber. Die Aktivitäten werden zur Trockenzeit hin spezifischer. Die Tiere weiden dann nachts in sumpfigen Landschaften und ziehen sich tagsüber in Waldgebiete zurück. Weibchen sind in der Regel aktiver als Männchen.

### Ernährung
Die Hauptnahrung der Weißohr-Moorantilope besteht aus Gräsern. Bevorzugt und das gesamte Jahr über weiden die Tiere dabei an Hühnerhirsen. Die Pflanzen haben besonders in der Trockenzeit eine hohe Bedeutung, da sie dann frische Triebe bilden. Hochwachsende Gräser wie Kahngräser werden dagegen weitgehend gemieden; sofern keine anderen Nahrungsquellen vorhanden sind, fressen die Tiere von diesen nur die Blätter. Ein Individuum vertilgt in der Trockenzeit rund ein Kilogramm Grasnahrung täglich. Die Weißohr-Moorantilope kappt beim Fressen die Pflanze rund 2,5 cm über dem Boden ab und hinterlässt eine nahezu gleichförmig abgemähte Pflanzendecke.

### Fortpflanzung
Die Fortpflanzung ist jahreszeitlich abhängig. Die Paarung erfolgt in der Trockenzeit von Januar bis April. Männchen besetzen dann kleine, im Durchmesser 100 bis 250 m große Territorien innerhalb von Balzplätzen (Leks). Ein Balzplatz kann dadurch zwischen 20 und 56 Individuen beherbergen. Es ist der einzige Zeitraum im Jahr, in dem die Männchen eine Tendenz zur Territorialität zeigen. Die Balzplätze finden sich häufig in der Nähe von bevorzugten Weideplätzen, um Weibchen stärker anzulocken. Untersuchungen zufolge bevorzugen Weibchen zentrale Territorien innerhalb der Brutplätze. Diese werden von den männlichen Individuen auch stark umkämpft. Die Kämpfe sind umso heftiger, wenn ein Männchen in Begleitung eines Weibchens ist. Sie können dann mit schweren Verletzungen und unter Umständen auch tödlich enden. Häufig versucht ein Männchen auch ein Weibchen aktiv am Betreten eines fremden Territoriums zu hindern. Die Tragzeit wird mit rund acht Monaten angenommen, ähnlich lang ist die der Uganda-Grasantilope. Der Nachwuchs kommt zum Ende der Regenzeit im September bis Dezember zur Welt. Zumeist bringt ein Muttertier ein Junges zur Welt, das für mehrere Wochen im Gras oder im Dickicht versteckt wird. Rund sechs Monate nach der Geburt, etwa im Mai oder Juni, setzt die Entwöhnung ein. Weibchen sind nach rund einem Jahr geschlechtsreif, für Männchen liegen keine Untersuchungen vor. Deren soziale Ausreifung vollzieht sich aber erst mit dem Farbwechsel des Fells. Ab diesem Zeitpunkt sind sie befähigt, eigene Territorien zur Paarungszeit zu halten. In freier Wildbahn kann ein Tier rund 13 Jahre alt werden, in menschlicher Obhut wurde ein Höchstalter von 16 Jahren dokumentiert.

## Systematik

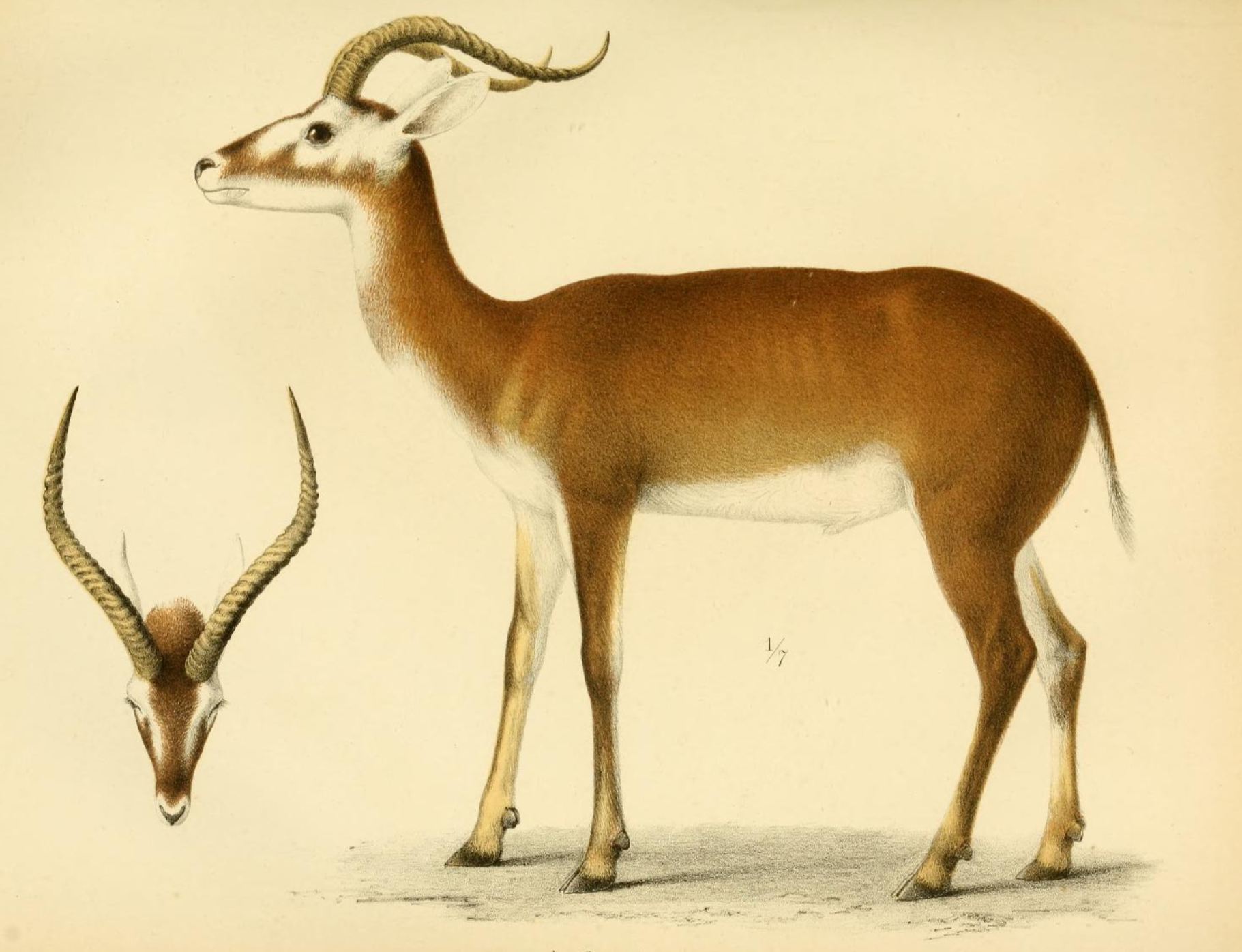
Zeichnerische Darstellung der Weißohr-Moorantilope aus der Erstbeschreibung von Martin Lichtenstein und Wilhelm Peters 1854

Die Weißohr-Moorantilope ist eine Art aus der Gattung der Wasserböcke (Kobus), die rund ein Dutzend Arten enthält. Art und Gattung gehören zur Familie der Hornträger (Bovidae). Innerhalb dieser werden die Wasserböcke zur Tribus der Reduncini gezählt, denen zusätzlich noch die Riedböcke (Redunca) und die Rehantilope (Pelea) zuzurechnen sind. Die Reduncini umfassen mittelgroße bis große Antilopen, die überwiegend in wasserreichen Landschaften leben und sich hauptsächlich grasfressend ernähren.
Innerhalb der Gattung der Wasserböcke ist die Weißohr-Moorantilope nahe mit der Senegal-Grasantilope (Kobus kob) und der Uganda-Grasantilope (Kobus thomasi) verwandt. Alle drei Vertreter und manchmal zusätzlich noch die Kamerun-Grasantilope (Kobus loderi) wurden ursprünglich zu einer Art zusammengefasst (Kobus kob), die umgangssprachlich die Bezeichnung „Kob“ trug. In der Regel galten sie als eigenständige Unterarten. Bei einer umfangreichen Revision der Huftiersystematik durch die beiden Zoologen Colin Groves und Peter Grubb aus dem Jahr 2011 wurde der „Kob“ jedoch in vier eigenständige Arten aufgeteilt, die einzelnen Unterarten erhielten dadurch jeweils Artstatus. Als engere Verwandtschaftsgruppe fassen die Autoren die vier Arten zur Kobus kob-Gruppe zusammen.
Molekulargenetischen Analysen aus dem Jahr 2001 zufolge sind die Verwandtschaftsverhältnisse innerhalb der Kobus kob-Gruppe aber komplexer, da die Uganda-Grasantilope in Bezug zur Senegal-Grasantilope paraphyletisch ist. Dies ließ sich auch durch weitere Studien im Jahr 2007 bestätigen. Hier konnten anhand der Haplotypen zwei Kladen herausgearbeitet werden: eine westliche mit der Senegal- und Uganda-Grasantilope und eine östliche mit der Weißohr-Moorantilope. Darüber hinaus zeigte sich, dass die im Murchison-Falls-Nationalpark heimische Population zwar phänotypisch der Uganda-Grasantilope entspricht, genotypisch aber zur Weißohr-Moorantilope gehört. Die Autoren der Studie erklären ihre Resultate damit, dass die Vorläufer der heutigen Arten im Pleistozän voneinander isoliert eine westliche und eine östliche Gruppe bildeten (eine „proto-kob“- und eine „proto-leucotis-Gruppe“). Die westliche Gruppe breitete sich später nach Osten in das heutige Verbreitungsgebiet der Uganda-Grasantilope aus. Wiederum später zogen einzelne Populationen der östlichen Gruppe südwärts und hybridisierten mit der westlichen Gruppe. Die komplexen Verwandtschaftsverhältnisse zwischen der Senegal- und der Uganda-Grasantilope lassen die Autoren am eigenständigen taxonomischen Status letzterer zweifeln.
Die Weißohr-Moorantilope wurde im Jahr 1854 durch den damaligen Direktor des Zoologischen Garten Berlin Martin Lichtenstein und seinen späteren Nachfolger Wilhelm Peters unter dem wissenschaftlichen Namen Antilope leucotis erstmals beschrieben. Das für die Beschreibung verwendete männliche Individuum befand sich im Besitz des Zoologischen Museums Berlin. Dorthin war es über den Forschungsreisenden Ferdinand Werne gelangt. Ursprünglich stammte es vom Sobat, der Typusregion der Art. Noch im gleichen Jahr erschien eine kurze Ankündigung zu der Erstbeschreibung, die den wissenschaftlichen Artnamen ebenfalls wiedergab. Bereits im Jahr zuvor hatte aber Peters die Weißohr-Moorantilope in einer Vorabpublikation vorgestellt; diese enthielt eine Beschreibung der neuen Art in lateinischer Sprache, die Autorenschaft des Artnamens gab Petres mit „Licht.Pet.“ an. Der deutsche Trivialname ist eine Wiedergabe des wissenschaftlichen Artepithetons (von griechisch λευκός (leukós) für „weiß“ und οὖς (oûs) für „Ohr“). Die geschlechtsspezifische Fellfärbung gab früheren Autoren Anlass zu verschiedenen Überlegungen. Frederick Courteney Selous sah im Jahr 1908 die variierenden Fellfarben als Ausdruck eines jahreszeitlich bedingten Fellwechsels, während nur wenig später Theodore Roosevelt und Edmund Heller die Fellfarbe mit dem individuellen Alter der Tiere in Verbindung brachten. Schon zuvor hatte Paul Matschie 1899 ein gehörntes helles Tier aus dem Südsudan unter der wissenschaftlichen Artbezeichnung Adenota nigroscapulata beschrieben (Adenota ist eine synonyme Gattungsbezeichnung für Kobus, eingeführt 1850 durch John Edward Gray). Aus der gleichen Region benannte Richard Lydekker 1906 mit Cobus vaughani eine ebenfalls hellere Variante. Beide werden heute neben einigen anderen als Synonyme für die Weißohr-Moorantilope angesehen. Unterarten sind nicht bekannt.

## Bedrohung und Schutz
Momentan wird die Weißohr-Moorantilope von der IUCN als „nicht gefährdet“ (least concern) eingestuft. Eine potentielle Gefahr ist die Jagd und Nutzung als Nahrungsressource, unter anderem im Sudan stellt Bushmeat eine wichtige Nahrungsquelle dar. Dabei begünstigt die Herdenbildung der Tiere die Jagd. Vor allem in den 1980er und 1990er Jahren während der Bürgerunruhen im Sudan wurden die Tiere intensiv verfolgt. Luftbeobachtungen und -zählungen im südlichen Sudan in der Mitte der 2000er Jahre ergaben einen nur geringen Rückgang des Bestandes, die Anzahl der beobachteten Individuen wird mit rund 758.000 angegeben. Ähnliche Untersuchungen in Äthiopien ergaben für 2015 wenigstens 428.000 Tiere. Die Art ist unter anderem im Boma-Nationalpark und im Bandingilo-Nationalpark im Südsudan und im Gambela-Nationalpark in Äthiopien zu finden.